# 知ってる?24時。
知ってる?24時。（しってる?にじゅうよじ)は、2003年3月31日から2006年3月30日までニッポン放送で放送されていた中高生向け情報バラエティラジオ番組。

## 概要
特例（特番『知ってる?22時。』『知ってる?2004』）を除きニッポン放送（関東ローカル）のみでネット局はないが、夜はAMラジオの電波が遠くまで届くため、地方からのメールや電話も来た。
兄弟番組は『目からウロコ!21』→『目からウロコ!24』（パーソナリティーは「目からウロコ!21」と〜2005年6月24日放送は有田哲平（くりぃむしちゅー）、7月1日放送〜岡田圭右（ますだおかだ）、金曜日の深夜24時 - 24時20分放送）。
1980年代後半以降、若者女子の言葉づかい（若者言葉）がほとんど全体的に「〜よ」から「〜だよ」へ変わってきてしまっている現在、この番組に限っては、あえて女子リスナーの言葉づかいが「〜よ」となっている所も特徴となっていた。
番組の内容は、パーソナリティが交代した前後で若干異なる。詳細についてはそれぞれの項（上田時代・増田時代）を参照。

## 放送時間
- 毎週月曜日 - 木曜日深夜24:00 - 24:57 （特番による例外あり）

## パーソナリティ
- 初代・上田晋也（くりぃむしちゅー） - 2003年3月31日 - 2005年6月30日（自称 終身名誉パーソナリティー）
- 2代目・増田英彦（ますだおかだ） - 2005年7月4日 - 2006年3月30日

### 知ってるストーリー進行役
- 初代・鈴木芳彦（当時、ニッポン放送アナウンサー・現、フジテレビアナウンサー）
- 2代目・飯田浩司（ニッポン放送アナウンサー）

### ナレーター
- コハ・ラ・スマート（バーレスクエンジン）※詳細は「ナレーターのおっさん」の項を参照。

### ピンチヒッター
- 2003年8月11日
  - 大橋由佳（くりぃむしちゅーマネージャー。のちにプライムから移籍して設立したナチュラルエイトの社長）[1]
- 2005年1月10日 - 13日（パーソナリティが遅い冬休みを取ったため）
  - 月曜・竹山隆範（カンニング）
  - 火曜・土田晃之（元 U-turn）
  - 水曜・増田英彦（ますだおかだ。のちにパーソナリティ）
  - 木曜・上田啓介（上田晋也の実兄。熊本の兄の会社から生放送）

## 第1期・上田時代
- パーソナリティ - 上田晋也（くりぃむしちゅー）
- 放送期間 - 2003年3月31日 - 2005年6月30日
- エンディングテーマ曲はhideの「misery」(作家の石川昭人が選曲)

### 概要
- メールやファックスで投稿を受け付けていたが、男子リスナーからの投稿はたいていが「おい!上田!」、女子リスナーからの投稿は「ねえ…晋也」で始まっており、常にリスナーからバッシングや不条理な注文を突き付けられていた。これに対し上田は時々激怒しその文章が書かれている紙を破ることもあった。
- これまで上田は一部の放送が録音であることを放送内で否定してきたが、『くりぃむしちゅーのオールナイトニッポン』の放送内で認めた。
- ニッポン放送社屋がお台場から有楽町に移転する過渡期の頃に特に、リスナーからのメールや電話の内容がふざけたものや下品なものが多くなり、それに対し上田は毎回「おまえらもうメール、FAX送ってくんな!電話もするな!俺をひとりにしろ!」と激怒し、挙句の果てには「もうこの番組聴くな!文化放送を聴け!」などと発言した。しかしナレーターがメール、はがきの宛先を読み上げ終わると、「みんなメール送ってきてね〜!待ってるよ〜!」とあっさりと前言撤回し、「結局待ってんのかよ」とひとりでつっこむのが毎度のパターンだった。
- 上田は下品なメールを送ってきたり上田の命令を背いたりした場合そのリスナーに対し「メール（はがき）謹慎」の処分を下していた。ただし、この番組に対する上田の決定権は皆無に等しく、翌日にはまた読まれるという結果になるのがオチだった。
- 曲を流すときにはほぼ必ず「そんじゃあ一曲いっちゃう?なんつてさー」など、すでに曲が流れているのに違う曲を紹介したりとやりたい放題だった。この紹介方法はオールナイトニッポンでも続けられた。
- かなりの長渕剛ファンで、長渕の曲が流れるとナレーターがメールの宛先を告知している間でもずっと歌い続けてナレーターに「うるさい!!」などとよく怒られた。他にも愚痴などで怒られた。
- 上田への「上田さん、2年3ヶ月ありがとうございました。」という「ありがとう上田メール（略称「ありうえメール」）」は5000通も届いたという（『くりぃむしちゅーのオールナイトニッポン』第1回放送での上田談）。しかし、放送中に読まれたメールは最終回を除いて明らかにバッシングやいろんな責任を上田に転嫁させようとするメールばかりであった。
- 上田が知ってる?24時を降板となった理由は、ニッポン放送地下のイマジンスタジオで勝手にラジコンを遊んでたところニッポン放送のお偉いさん（ニッポン放送上層部）に見つかりご立腹させたためであると上田は言っていた（その模様は本間による再現ドラマで放送された）。
- 上田が結婚した直後、この番組で生放送の特番を放送したことがある。当日の放送では、毎日生放送を行なっているという建前から、上田は『知ってる?24時』も生で放送していると言い張ったが、リスナーやナレーターのおっさんから疑問の声が挙がっていた。

### 番組内容
- オープニング - ナレーターが、その日に起きた出来事や世界各地で起きている情報を紹介している。またナレーターは、プログラムサポーター（いわゆるスポンサー）紹介時にパーソナリティーの上田の近況を逐一伝えている。
- 今日の知ってる? - 日替わりで番組のオススメやネタのコーナー、リスナーからの情報を元にした取材などを行っていた。
- 知ってる?サポーター会議室 - 番組のプログラムサポーターからの依頼に応じて、様々な企画を提案・実行をしている。プログラムサポーターは通常は3ヶ月に1度・1社〜2社入れ替わるが入れ替わらない時もあり。NTTドコモは番組開始時から最終回までずっと同じ曜日のスポンサーであった。
- 知ってる?クイズ - 早稲田、慶應などの一流大学出身のスタッフが作る難しい?クイズを電話で登場するリスナーが約10分以内に解き、正解すればそのリスナーに、不正解だった場合はメール・ファックスで最初に正解を送って来たリスナーに賞金（1万円）がプレゼントされる。2004年後半ごろからは録音放送が多いために問題を簡単にし、もはや答えを仄めかすようなヒントを与え、だいたい挑戦者に1万円がプレゼントされていた。番組開始当初からあった番組最後のコーナーだったが、2005年6月9日（木曜）放送が最終回となった。リスナーが不正解だった場合のファックス、メールの当選では都立芝商業高校の辻幸佑さんが2年3ヶ月の間に6回当選していた。過去に2回ほど正答が間違っていたことがある。
- 知ってる?ストーリー - 週替わりでラジオドラマなどを放送する。第1週 - 第3週は、「パーソナリティーが〜」ということで、放送の予定が元々ないのにもかかわらず、パーソナリティーが休みとごまかし、リスナーからのメール・FAXを紹介していた。時々、スペシャルゲストによる1週間（月 - 木）通しコーナーや、占い師マダム・ミハイルがゲストの運勢を占う「有楽町 占いの館」、数々のインディーズのお笑い芸人がネタを繰り広げる「有楽町一丁目劇場」が放送された。

今日の知ってる?の中でのネタコーナー
- 学校自慢甲子園
- 地獄童貞甲子園
- テストで本当にあった馬鹿な問題、卒業式・入学式で見た馬鹿なやつなどなどの馬鹿シリーズ
- 完成度の低い霊体験 - 清水ミチコがナレーターを担当
- 上田野球部オーディション
- 劇団はきだめオーディション
- トラウマになった一言
- 八島賢一の体を張った実験シリーズ
- 八島ポリス
- 八島チック天国や八島賢一世界を食らうなどの取材企画
- アントニオ上田の質問百番勝負

などなど数々のネタコーナーがあったがネタコーナーの作りすぎやスペシャルウィークによる特別企画などが多かったためほとんどの企画が灰色決着（企画が完遂していないのにいつしか忘れられいつの間にか打ち切りにされること）になった。

### スペシャルウィークの内容
2003年
- 4月「憧れの高校ランキング」 - 1位：千葉県立国府台高等学校
- 6月「お前の愛する電車ランキング」 - 1位：京浜急行電鉄

その後、ニッポン放送号が京急線で運転された。京急2100形電車をアドギャラリー車として運転。
- 8月「第1回学校自慢甲子園」 - 優勝者：都立城南高校3年生のゆうた（小ネタ参照）
- 10月「知ってる?クイズ」無差別級。 -  w-inds.と松浦亜弥が毎日登場した。

「愛する学校ランキング」 - 1位：玉川聖学院
22時から『知ってる?22時。』として放送。全編関東ローカル。
- 12月 コーナー名失念

2004年
- 1月1日『くりぃむしちゅーの知ってる?2004』 - 22時から25時まで3時間のカウントダウンスペシャル。全国ネット。
- 2月16日 - 19日「知ってる?クイズ　受験生向けバージョン」

毎日嵐の櫻井翔が大学生活を語る。
22時 - 24時57分『知ってる?22時。』として放送。22時から24時までは全国ネット・それ以降は関東ローカル。
美人アシスタント：清水ミチコ(月)、坂下千里子(火)、東海林のり子（通称：じのり）(水)、YOU(木)
- 4月「PRIDE女祭り」
- 6月「お前の愛する刑事ランキング」 - 1位：踊る大捜査線の青島俊介
- 7月26日 - 30日「オーバーエイジ枠」

アシスタント：小柳ルミ子(月)、うつみ宮土理（通称：うつみど）(火)、東海林のり子(2回目の出演)(水)、KABA.ちゃん（オーバーセックス枠）(木)
- 8月2日 - 5日「プロ野球問題を考える」
- 10月11日 - 21日「童貞・日本シリーズ」 - 優勝者：雨宮
- 12月6日 - 16日「B-1グンラプリ dynamite 馬鹿になれ!夢を持て!」 - 優勝者：清水

2005年
- 2月14日 - 24日「モテ自慢甲子園」 - 優勝者：黄金の左手改めLeft
- 4月11日 - 21日「地獄童貞甲子園（略称JDK：Jigoku-Dotei-Koshien）」 - 優勝者：たかし
- 6月13日 - 30日「地獄青春甲子園（略称JSK：Jigoku-Seishun-Koshien）」 - 優勝者：あや

その他（時期不明）
- 「Pride女祭り」 - 優勝者：こずえ
- 「家族自慢甲子園」 - 優勝者：清水
- 「リスナーうんちく王決定戦」 - 優勝者：スーパーセクシーボーイ

### 童貞甲子園発足の歴史
2004年の中ほどから童貞甲子園などといった童貞関係の企画が多くなっていた。
もともとリスナーは中高生が中心であったこともあり、2004年の中ほどから知ってるサポーター会議室の恋愛関係のコーナーを中心に恋愛経験のない童貞リスナーからの下品な応募が殺到。これに対し上田は「童貞は黙ってろ、童貞は出てくるな！」「童貞はメール送ってくんな!電話かけてくんな!」「お前らイカくせぇんだよ!」「お願いです、童貞の皆さん引っ込んでてください!!」といった童貞バッシングを展開したところ、童貞リスナーから上田に対し怒りのメールが殺到。上田は抗議のメールが来ても態度を変えなかった。それによりニッポン放送の社屋が有楽町に移転した同年の9月頃から童貞リスナーは怒りを爆発させ、そのひとり、ラジオネーム・デビット伊藤ベッカムが番組のジングル内で「有楽町のニッポン放送本社前で第1回童貞デモ行進を行う。」と、日時を示した上で発表した。しかし、宣言が発表されたものの第1回童貞デモに集まったのはラジオネーム・ゆうた1名のみで、何事もなかったかのように終了した。ところが同9月に上田が仕事の都合上放送開始時間から遅れて登場する日を狙って行われた第2回童貞デモ行進では男子7名女子1名（2名という情報もある）の計8名が本社前で「童貞の、童貞による、上田のための政治」「俺たちにも合併させろ！」（当時のプロ野球球団合併問題を捩って）などと叫び続た。「童貞に人権を」「童貞万歳！」などと書かれたプラカードも持参していた。これに対し上田は「早く帰れ!このチンかす野郎!」と発言した。またこの模様は八島ディレクターにより中継された。
その後、謝罪の意味もこめて童貞甲子園を行うことを発表したが、上田は出場するリスナーの本名をばらすと脅迫、出場したリスナーすべてが本名を曝け出した。その後聴取率が良かったことから上田は童貞リスナーをバッシングすることを控え、第二回にあたる地獄童貞甲子園が開催された（地獄童貞甲子園は本名を出さないリスナーもいた）
ちなみに上田も高校時代は童貞の番長であった（上田晋也と古坂和仁のオールナイトニッポンRによると、上田の初体験は19歳とのこと）。しかしその後、くりぃむしちゅーのオールナイトニッポンで初体験は20歳だったということが発覚。上田が見栄を張って嘘をついたらしい。

### 小ネタ
- ナレーターのおっさんが休みをとると、その代わりに声優がナレーターを務めることがあった。過去に出演した声優は神谷明など。
- HOT'n HOT お気に入りに追加!のナレーターのお姉さんが一度だけリスナージングルに出演したことがある。これは当時の番組内で上田が「HOT'n HOT のナレーターのお姉さんとうちのナレーターのおっさんを交換しろ!」と無茶な要求を度々していたためである。しかしそのジングル内でお姉さんは、「はっきり言って、迷惑です!」と上田の要求をあっさりと一蹴した。
- 2004年8月21日に開催されたニッポン放送のイベント、「ニッポン放送開局50周年記念・ディスクガレージ設立25周年記念・横浜アリーナ開業15周年記念 横浜でアッテネ?そんなのアリ〜ナ!? 2004 SUMMER（略して「ヨン様」）」で一緒に司会を務めたニッポン放送のアナウンサーの垣花正とはあまり仲が良くない。過去に2004年4月から2005年3月まで前時間帯番組だった『HOT'n HOT お気に入りに追加!』で有害雑誌の特集を行い、番組の最後辺りで有害雑誌を読んだことがあると言う女性のメールを読まないで終了した。しかしそのことが気に入らなかった上田が知ってるの冒頭内で垣花を中心にバッシングをしていた所、それを聞いていた垣花がスタジオに乱入してきたことがあった。最初は2人で口論をしていたもの、徐々にエロ雑誌の話になり、その話を2〜3分したところで終了した。
- その、「そんなのアリ〜ナ!? 2004 SUMMER」で上田がライブステージで長渕剛の「ろくなもんじゃねぇ!!」を熱唱した。
- サポーター会議室の企画で当時の上田のギャラが減らされそうになったことがある。
- オープニングで上田が、「ナレーターのおっさんが番組前に風呂に入るうえにビールを飲むのはナレーターとして失格だ！」と反論したことがあるが、リスナー投票で惨敗。罰として代表リスナーと一緒に風呂に入るということになったが、番組お得意の灰色決着で実行されることはなかった。
- 2004年9月8日の放送の冒頭のニュースで、BGMがこの日に限り電気グルーヴによる「電気ビリビリ」という曲で行われた。上田はBGMに対し「こんなノリノリの番組じゃねえよ！」と突っ込み、さらにスタッフに「さっさと機器の使い方なれろや!!」と怒っていた。
- 2004年10月頃、八島や本間の提案により、2周年記念イベントで上田とカンガルーのボクシング試合をやろうという企画が発足。上田は、ボクシングジムを通うことになったが、こちらも番組お得意の灰色決着になり、イベントも行われなかった。しかし、上田は今もボクシングジムに通っているらしい。
- 上記の通り童貞甲子園の時からリスナーの本名をばらしてきた。ただし例外として上田はリスナーの稲毛の大魔神とスーパーセクシーボーイはそれと関係なく本名をばらしていた。

### 主な常連リスナー
- 稲毛の大魔神(千葉県)　-　現在はニュースタッフプロダクションの放送作家として活動している。
- 西川ヘレンケラー(千葉県)
- スーパーセクシーボーイ(東京都)
- 城南高校のゆうた(東京都)　-　現在はよしもとクリエイティブ・エージェンシー(東京吉本)に所属し、お笑い芸人として活動している。
- 清水(千葉県)
- こずえ(東京都)
- ゆりころん(青森県)
- 雨宮潤(山梨県)
- 寝ても覚めても生田良介(鳥取県)　-　現在はソニー・ミュージックアーティスツ(SMA NEET Project)に所属し、お笑い芸人として活動している。
- レフト(埼玉県)　-　現在はフリーのお笑い芸人として活動している。
- はいりと清隆(静岡県)
- うわっくせー！(熊本県)
- タカシ(東京都)

### 頻繁に言った言葉
- 文化放送聴け。
- この、馬鹿面が〜!
- お前、明日から謹慎な。
- 友達か!
- あ〜たしさくらんぼ〜ってぇい。あっ、失礼しました。

### イベント
- 2004年3月28日 - 番組一周年記念イベント
- 2004年9月22日 - イマジンスタジオ公開生放送

### スタッフ
- 構成作家
  - 石川昭人
- サブ作家
  - 本間俊彦
- チーフディレクター
  - 福田大介
  - 小川
  - 勅使川原昭
  - 内海武郎
  - 松尾紀明
  - 八島賢一
  - 金栗

## 第2期・増田時代
- パーソナリティ - 増田英彦（ますだおかだ）
- 放送期間 - 2005年7月4日 - 2006年3月30日

### 概要
- 番組を始めてしばらくたった頃から増田は自分のことをよく「増田選手」と呼ぶようになった。理由としては彼の所属している松竹芸能のサークルの野球部に所属していることからである。本人いわく「本業は野球、お笑いは副業や」。無論これは嘘であるが、それに乗ったリスナーからはメールやジングルの最初に「おい、増田選手（投手）」などと言うようになったが、一部リスナーからは「おい、負け投手増田!」などと明らかに上田時代の名残を象徴するようなバッシングがしばしば見られた。
- また熱烈な阪神タイガースファンであり、番組の冒頭では今日の阪神の試合の結果やその試合の評価などをよく話した。
- どういうわけだか増田も長渕剛のファンである。
- 大のプロレス好きでほぼ毎日番組中のどこかでプロレス関係の話をする。そのため女子リスナーから引かれている傾向があった。そんなもので仕事中にミスしたり番組関係の特別企画で不評を買われたスタッフなどにプロレスの技を食らわせたりしている。その模様は当番組のホームページにたびたび乗っていた。
- よく何処からのある情報の話をするがたまに外れることがある。そのためナレーターのおっさんからは嘘つき呼ばわりされていた。
- 増田が、ますだおかだとして『オールナイトニッポン』へ移動することから次のパーソナリティが登場することなく、2006年3月で終了した。

### 番組内容
- 知ってる?テレフォン - 日替わり（末期は週替わりの方が多かった）で様々なテーマを募集。抽選で2、3人のリスナーと電話で対談。そのリスナーのインパクト度によって賞金1万円が振り分けされる。2006年2月頃からはリスナーから好評を受けた「増田とペアで挑戦!出だしカラオケ10曲歌って1万円」がレギュラーコーナーとなり、定期的にゲストを呼びトリオで挑戦する日もあった。
- 日替わりコーナー（2005年7月18日 - ）
  - 月曜日「どんな疑問もずばっと解決!増田英彦は何でも知っている!」→「知ってる?ランキング!」
  - 火曜日「あゆみの夏」→「T-1グランプリ」
  - 水曜日「史上最弱のレスラー・弱田負彦のキャッチフレーズ!」→「有名人 ポイメール」

2005年11月11日、大阪プロレスの選手として後楽園ホールの試合で実際にデビューした。キャッチフレーズは「めっちゃ冷え性」、弱田の入場曲はオフコースの「さよなら」に。
  - 木曜日「200文字半世紀」→「学校で本当に先生が言ったさぶーーーい一言」
- 知ってる?サポーター会議室 - 内容は上田時代と同様。
- 知ってる?ミニシアター - 上田時代の「知ってる?ストーリー」を改題したもの。増田第一週目はマダム・ミハイルの「有楽町 占いの館」だった。

### スペシャルウィークの内容
2005年
- 8月15日 - 18日「知ってる?インターハイ」
  - 月曜日「懺悔インターハイ」 - 1位：浴槽でおしっこをしてしまった、もとこ
  - 火曜日「モノマネインターハイ」 - 1位：タッチの浅倉南のモノマネをした、ちなっちゃん
  - 水曜日「セクシーボイスインターハイ」 - 1位：あいり
  - 木曜日「長渕剛インターハイ」 - 1位：湘南の剛こと、ようすけ
- 8月22日 - 29日「夏のジュク、ジュク、熟女! 何でも教えて、あ・げ・る ウィーク」（当初は25日木曜日までの予定だったが、好評のため急遽、29日月曜日まで延長された）

熟女ゲスト：兵藤ゆき(月)、ジャガー横田(火)、大林素子(水)、うつみ宮土里（2回目の出演）(木)、堀ちえみ（熟女WEEK・延長戦!枠）(翌週月曜)
- 9月26日 - 29日「阪神タイガース優勝記念企画第1弾・こんなことしても1万円」

（例：寝ている家族を起こして「愛してる」などと発言する、両親に初めてエッチしたのはいつか訊ねるなど）
- 10月3日 - 6日「同企画第2弾・なにをされても痛くないweek」

木曜はゲストとして安田大サーカスも登場した。（例：ガムテープで足の毛を抜く、かなりまずいジュースを飲む。）ちなみに、安田大サーカスがゲストで来たときは増田自身は安田大サーカスの3人がリスナーからの要求を受けると勘違いしていて、3人目のリスナーももちろん3人の中の誰かがリスナーからの痛い要求を受けると気をゆるめていると、リスナーが「増田に張り手をしてほしい」と言って増田が団長とクロちゃんにはがいじめにされてHIROに張り手を受けたこともあった。
- 10月10日 - 13日「ラジオの前のあなたが出題!低周波カルトQ」

その日のお題を発表し、増田が解けなさそうな問題をリスナーから募集、増田が解けなかったら腕にある低周波マッサージが稼動する。連敗するほど度が高くなる。結構痛いらしい（北の国から関連(月)、格闘技関連(火)、浜田省吾関連(水)、阪神タイガース関連(木)）
- 10月17日 - 20日「阪神優勝祈願特別企画・帰ってきたなにをされても痛くないweek」
- 12月12日 - 15日「恋愛四天王がお前の悩みを解決! クリスマス直前!中高年恋愛相談ウィーク」

中高年たちのラインナップ：板東英二(月)、蛭子能収(火)、三沢光晴(水)、ヨネスケ(木)
2006年
- 2月20日 - 23日「10曲歌いきったら1万円！ 冬の祭典！」

ゲスト：香田晋(月)、W-inds.(火)、モーニング娘。吉澤、高橋(水)、まちゃまちゃ(木)
- 3月1日「出だしカラオケ 10曲歌いきったら1万円！」 - ゲスト：水木一郎(水のみ)
- 3月20日 - 23日「増田選手が会いたい」

ゲスト：岡田圭右（ますだおかだ）(月)、蛭子能収(火)、前田健(水)、品川庄司(木)

### 小ネタ
- 2005年8月16日放送の「スペシャルウィーク・知ってる?インターハイ」の2日目「モノマネインターハイ」では、18歳と偽りながら登場した、物まねお笑いタレントのホリが、大阪から電話で登場した。もちろん「知ってる?」は聞けなかったという。
- 2005年8月17日放送の「スペシャルウィーク・知ってる?インターハイ」の3日目「セクシーボイスインターハイ」では24歳(?)の大学院生と嘘をついた増田の実の母が、大阪から電話で登場。増田に「初体験はいつ?」など質問攻めされた。後にもう一度出演した。
- 2005年8月18日放送の「スペシャルウィーク・知ってる?インターハイ」の4日目「長渕剛インターハイ」で長渕剛の物まねで有名な英二さんが登場。増田と一緒に「ろくなもんじゃねぇ!」を熱唱した。なお、増田やリスナーからは同じく長渕ファンの上田晋也が登場するかと予想していたが結局出なかった。
- 阪神日本一祈願で行われた「帰ってきた何をされても痛くないWeek」だったが、結果はまさかの阪神4連敗。多額の予算と公共の電波を雑に使った責任として同コーナーで使われたグッズ全てをリスナー1名にプレゼント。それを増田が生放送中に同コーナーで使われた自転車で且つ阪神のユニフォーム姿で当選リスナーに届けるという罰ゲームが行われた。ちなみにこの時何かおもてなしをするという条件で届けたが、そのおもてなしとは東京の夜の絶景と見せかけたお墓の絶景だった。
- 2006年2月、受験シーズンの特別企画として増田がリスナーと第1希望の大学の合格発表を一緒に見に行こうと提案。しかし、スケジュールの都合や増田の言い訳により僅か1名しか選ばれず。そのリスナーも第1希望の大学に不合格となってしまったが、増田が「受かった所がお前の一番合ってる大学や。」と普段の増田らしくない励ましの言葉を送った。

### スタッフ
- 構成作家
  - 石川昭人
- サブ作家
  - 萩森
  - ぶるんぶるん平田
  - 本間俊彦
- チーフディレクター
  - 金栗
  - 福田大介
- ミキサー
  - 大沢
  - 大城
- AD
  - 田野幸伸

## ナレーターのおっさん
- ナレーターは「ナレーターのおっさん」（上田期）「もみあげマン（もみあげのおっさん）」（増田期）と呼ばれた。番組では公表していなかったが、正体はバーレスクエンジンのコハ・ラ・スマートである。ちなみに、2003年度ナイターオフ期の月曜 - 木曜の期間に“24時。”の2時間前まで（21:00-21:50）生放送されていた、上田の相方・有田哲平がパーソナリティの目からウロコ!21のナレーターも担当している。“21”ではあくまで「謎のナレーター」名義であった。
- ナレーターのおっさんは番組提供の前後にパーソナリティーの赤っ恥な過去や行動をばらしている。
- ナレーターのおっさんは自分がしゃべっているときはいつもまじめだが、パーソナリティーが邪魔をすると、笑いながら「うるさいよ」という。
- ナレーターのおっさんは放送終了後での明日の天気を言って終わるところで、石原良純のモノマネで天気を言ったことがある。
- ナレーターのおっさんはかなりハーモニカが上手い（2005年9月8日放送の中で実際に吹いた）。
- ナレーターのおっさんのバンドの曲が番組で流されたことがある。
- 2006年2月24日には、『有楽町音楽室コハ・ラ・スマートのANN-R』が放送された。
- ナレーターのおっさんがダウンタウンDXでも仕事をしているとバレる。

## ジングルなど
- 上田がパーソナリティの時のジングルは約10種類ほどあった（ジングルのタイプは基本的にナレーターが「AM1242ニッポン放送」と言った後に上田が「知ってる?24時。」と言っていたタイプと上田だけが「知ってる?24時。」と言っていただけのタイプがある）。
- 2004年1月、ほとんどのジングルを変更し、メール紹介時のBGMも変更。ただし、オープニングBGMと「この曲、知ってる?」のBGM、「サポーター会議室」のコーナー開始時のBGM、「サポーター会議室」のコーナーでナレーターが内容説明をしている時のBGM（このBGMは太鼓をたたいているような音）、リスナージングルに流れるBGMについては2003年スタート当初からかわらずに使用していた。
- 上田が「また明日（来週）、バイバイ」と24時56分ぐらいに言った後、ナレーターのおっさんが「AM1242ニッポン放送知ってる?24時。今夜も最後までご静聴いただき、誠にありがとうございました」と言って、最近のこの番組での上田の出来事・コーナーの告知などを語るところがあった。その後は挨拶でナレーターのおっさんが東京地方の明日の天気を知らせた後（例:「東京地方、明日の天気はくもりのち晴れって知ってる?」と言う）、「この後は、○○のオールナイトニッポンでお楽しみください」と言って、「それではまた明日（来週月曜日）の深夜24時まで」→「さよなラッキーチャンスをもう一度!」「さよならは明日の光!」「さよならりほー!(?)」などでしめる。また、このナレーターのおっさんが話す時に、2004年1月からはラジオのチューニングをまわす時のような音が流れている。
- 増田へ変わってからBGM・ジングルBGM・リスナージングルBGM・メール紹介時のBGMがすべて一新された（ただし、ファンファーレのBGMのみは上田の時のままであるが、2代目の増田いわく、「昭和のファンファーレやな」）。
- サポーター会議室のコーナースタート時のナレーターのコーナー説明も2005年7月から変更。「ネタも企画もアイディアひとつ!あなたの発想という才能が大企業を動かしてるって知ってる?」→「すべてはキミのアイディアひとつ!お金を動かし世間を騒がせ、きがつきゃ巨大なムーブメントに!」や「すべてはキミのアイディアひとつ!お金を動かし世間を騒がせ、起こせ!巨大なムーブメント!」など日替わりになった。

## コラボグッズ
- 番組ロゴ入りDr.GRIP（2005年2月・8月）
- YONEXとのコラボリュック
- 知ってる?キティー（2004年夏発売）
- 番組ロゴ入り三ツ矢サイダー
- 番組ロゴ入り、映画シムソンズストラップ
- 番組&D3パブリッシャー共同ゲーム製作企画「THE 河童の川流れ」（番組ホームページにてダウンロード可能）